# Karl von Broesigke
Karl Heinrich von Broesigke (* 12. August 1790 in Weßlienen; † 9. September 1852 in Breslau) war ein preußischer Generalmajor.

## Leben

### Herkunft
Karl von Broesigke war der Sohn des Amtmanns und Herrn auf Weßlienen Jakob Heinrich von Broesigke und dessen Ehefrau Euphrosine Dorothea, geborene Westphal.

### Militärkarriere
Broesigke trat 1802 als Junker in das Dragonerregiment „von Hertzberg“ der Preußischen Armee ein, stieg im Juni 1804 zum Fähnrich auf und nahm während des Vierten Koalitionskriegs an der Schlacht bei Jena sowie dem Gefecht bei Halle (Saale) teil. Während der Kämpfe bei Lübeck geriet er verwundet in Gefangenschaft.
Nach dem Frieden von Tilsit wurde Broesigke am 29. November 1807 Sekondeleutnant von der Armee mit halbem Gehalt. Am 24. Mai 1809 wurde er dem 2. Leib-Husaren-Regiment aggregiert und am 8. Dezember 1809 einrangiert. Während des Feldzuges gegen Russland kämpfte er 1812 in den Gefechten bei Eckau, Bausk, Dahlenkirchen, Friedrichstadt und Poniewesh. Für das Gefecht bei Eckau erhielt Broesigke am 12. August 1812 den Orden der französischen Ehrenlegion und am 25. September 1812 für Poniewesh und Bausk den Orden Pour le Mérite. Zu Beginn der Befreiungskriege wurde er in der Schlacht bei Großgörschen durch einen Schuss durch den rechten Arm verwundet. Er kämpfte an der Katzbach und bei Leipzig, bei Bernburg, Alsleben, Löwenberg, Reichenbach und Bischofswerda. Für sein Verhalten bei Freyburg zeichnete man Broesigke mit dem Eisernen Kreuz II. Klasse sowie dem Sankt-Stanislaus-Orden III. Klasse aus. Im Dezember 1813 avancierte er zum Premierleutnant.
Nach dem Krieg stieg er am 3. September 1817 zum Rittmeister und Eskadronchef auf und wurde am 14. Juni 1828 mit der Beförderung zum Major etatmäßiger Stabsoffizier. Vom 15. Februar 1830 bis zum 19. Oktober 1831 war Broesigke als Führer des 9. Landwehr-Kavallerie-Regiments kommandiert. Am 18. Januar 1836 bekam er den St. Johanniter-Orden, bevor er am 30. März 1836 zunächst mit der Führung des 1. Dragoner-Regiments beauftragt und am 14. Januar 1837 zum Kommandeur ernannt wurde. Mit seiner Beförderung zum Oberstleutnant wurde Broesigke am 30. März 1839 Kommandeur des 1. Leib-Husaren-Regiments. In dieser Stellung erhielt er am 8. September 1840 den Roten Adlerorden III. Klasse mit Schleife und wurde am 10. September 1840 Oberst. Aus Gesundheitsgründen nahm er am 18. Juli 1843 unter Verleihung des Charakters als Generalmajor seinen Abschied mit einer jährlichen Pension von 750 Talern.
Er starb am 9. September 1852 in Breslau und wurde am 11. September 1852 auf dem dortigen Garnisonfriedhof beigesetzt.
General von Krafft schrieb 1838 in seiner Beurteilung: „Eine richtige schnelle Beurteilung bei kritischen Ereignissen, begründet auf strenge Unparteilichkeit und Diensterfahrung, zeichnen diesen Regimentskommandeur rühmlichst aus und haben ihm die allgemeine Achtung erworben. Er ist nicht allein bemüht, das ihm anvertraute Regiment in einem guten Zustande zu erhalten, dasselbe hat im Feld und Vorpostendienst Fortschritte gemacht. In allen Verhältnissen ein höchst achtenswerter Offizier“.

### Familie
Broesigke heiratete am 16. April 1815 in Preußisch Stargard Friederike Wilhelmine Knuth (1791–1870), eine Tochter des Bürgermeisters Johann Theodor Knuth. Das Paar hatte mehrere Kinder:
- Amanda Alexandrine Luise (1815–1897) ⚭ 16. Oktober 1834 Adalbert von Goldfus (1803–1870)[1], Major a. D., Herr auf Groß-Tinz sowie Landschaftsdirektor. Aus der Ehe ging Silvius von Goldfus hervor.
- Heinrich Theodor Hugo (* 1818)